# Tasmocrossea
Tasmocrossea is een geslacht van weekdieren uit de klasse van de Gastropoda (slakken).

## Soort
- Tasmocrossea benthicola Dell, 1952